# Lepthyphantes escapus
Lepthyphantes escapus là một loài nhện trong họ Linyphiidae.
Loài này thuộc chi Lepthyphantes. Lepthyphantes escapus được Andrei V. Tanasevitch miêu tả năm 1989.